# 4e régiment mixte de zouaves et tirailleurs
Le 4e régiment mixte de zouaves et tirailleurs (4e RMZT) était un régiment d'infanterie appartenant à l'Armée d'Afrique qui dépendait de l'armée de terre française.
Régiment d'élite, composé majoritairement de Tunisiens, il s'illustre durant la Première Guerre mondiale notamment lors de la reprise du Fort de Douaumont le 24 octobre 1916 et de la bataille de la Malmaison le 23 octobre 1917. Il est cité six fois à l'ordre de l'Armée au cours de la guerre et reçoit la fourragère rouge le 9 novembre 1918. Son drapeau est décoré de la Légion d'honneur le 13 juillet 1919.

## Création et différentes dénominations
- Août 1914 : formation du 8e régiment de marche de tirailleurs (à ne pas confondre avec le 8e RMT se trouvant à la même période à la 38e DI).
- 21 juin 1915 : devient le 4e régiment mixte de zouaves et tirailleurs
- 1920 : Il devient le 16e régiment de tirailleurs tunisiens

## Chefs de corps
- jusqu’au 12 mai 1915 : Colonel Delavau
- jusqu’au 26 janvier 1916 : Lieutenant-colonel Lévêque
- 28 juin 1918 : Colonel  Vernois

Il devient le 16e régiment de tirailleurs tunisiens en 1920.

## Historique des garnisons, combats et batailles du330eRIT

### Première Guerre mondiale

#### Affectations
- Août 1914 : fait partie de la 4e brigade du Maroc, isolée
- 15 avril 1915 : intègre la 152e division d'infanterie avec la 4e brigade du Maroc
- 24 décembre 1915 :  le 4e RMZT passe à la 38e division d'infanterie avec la 4e brigade du Maroc

#### 1914
- Août 1914 : formation du 8e régiment de marche de tirailleurs (à ne pas confondre avec le 8e RMT se trouvant à la même période à la 38e DI). Il est initialement composé des 1er et 6e bataillons du 8e régiment de tirailleurs tunisiens (8e RTT) et du 2e bataillon du 4e régiment de tirailleurs tunisiens (4e RTT) .
- 28.08.1914-19.09.1914 : Mobilisation

#### 1915
- 21 juin 1915 : le 2e bataillon du 4e RTT quitte le régiment qui reçoit  le 6e bataillon du 4e régiment de zouaves (4e RMZ). Le régiment devient le 4e régiment mixte zouaves et tirailleurs.
- 20.09.1914-14.04.1915 : Oise, 1re bataille de Picardie (Course à la mer)
- 15.04.1915-25.04.1915 : Artois
- 26.04.1915-28.08.1915 : Belgique, 2e bataille d’Ypres
- 29.08.1915-26.12.1915 : Artois, 3e bataille d’Artois

#### 1916
- 27.12.1915-11.05.1916 : Belgique
- 12.05.1916-26.05.1916 : Oise
- 27.05.1916-16.01.1917 : Verdun

#### 1917
- 17.01.1917-08.11.1917 : Aisne, 2e bataille de l’Aisne, Bataille de la Malmaison
- 09.11.1917-26.03.1918 : Champagne

#### 1918
- 27.03.1918-16.09.1918 : Picardie, 1re bataille de Noyon (2e bataille de Picardie), 3e bataille de l’Aisne, bataille du Soissonnais et de l’Ourcq (2e bataille de la Marne), 2e bataille de Noyon (3e bataille de Picardie)
- 17.09.1918-11.11.1918 : Alsace
- 18 avril 1918 : dissolution du bataillon de zouaves. Le régiment reçoit le 7e bataillons du 8e RTT. Le régiment qui comprend dès lors trois bataillons de tirailleurs conserve son titre de 4e mixte.

#### 1919-1920
- 1er octobre 1920 : transformé en 16e régiment de tirailleurs tunisiens

L'historique du régiment liste les noms de 1 085 soldats tués à l'ennemi de 1915 à 1918 dont 761 Maghrébins.

## Traditions

### Drapeau du régiment

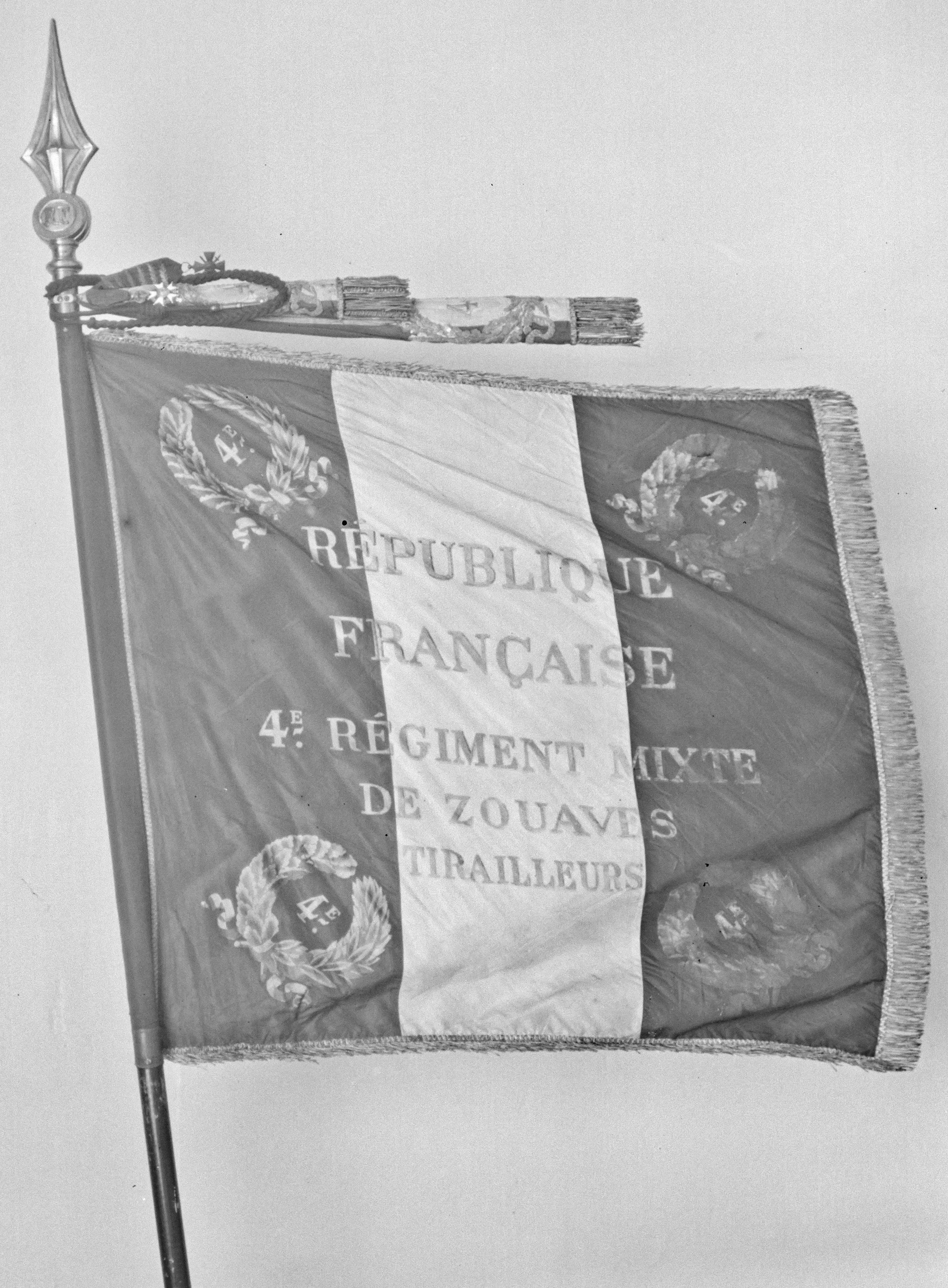
Drapeau du régiment, conservé dans l'après-guerre.

Il porte, cousues en lettres d'or dans ses plis, les inscriptions suivantes :
- Artois 1915
- Verdun 1916-1917
- La Malmaison 1917
- Noyon 1918
- Soissonnais 1918
- L'Oise-L'Ailette 1918

### Décorations

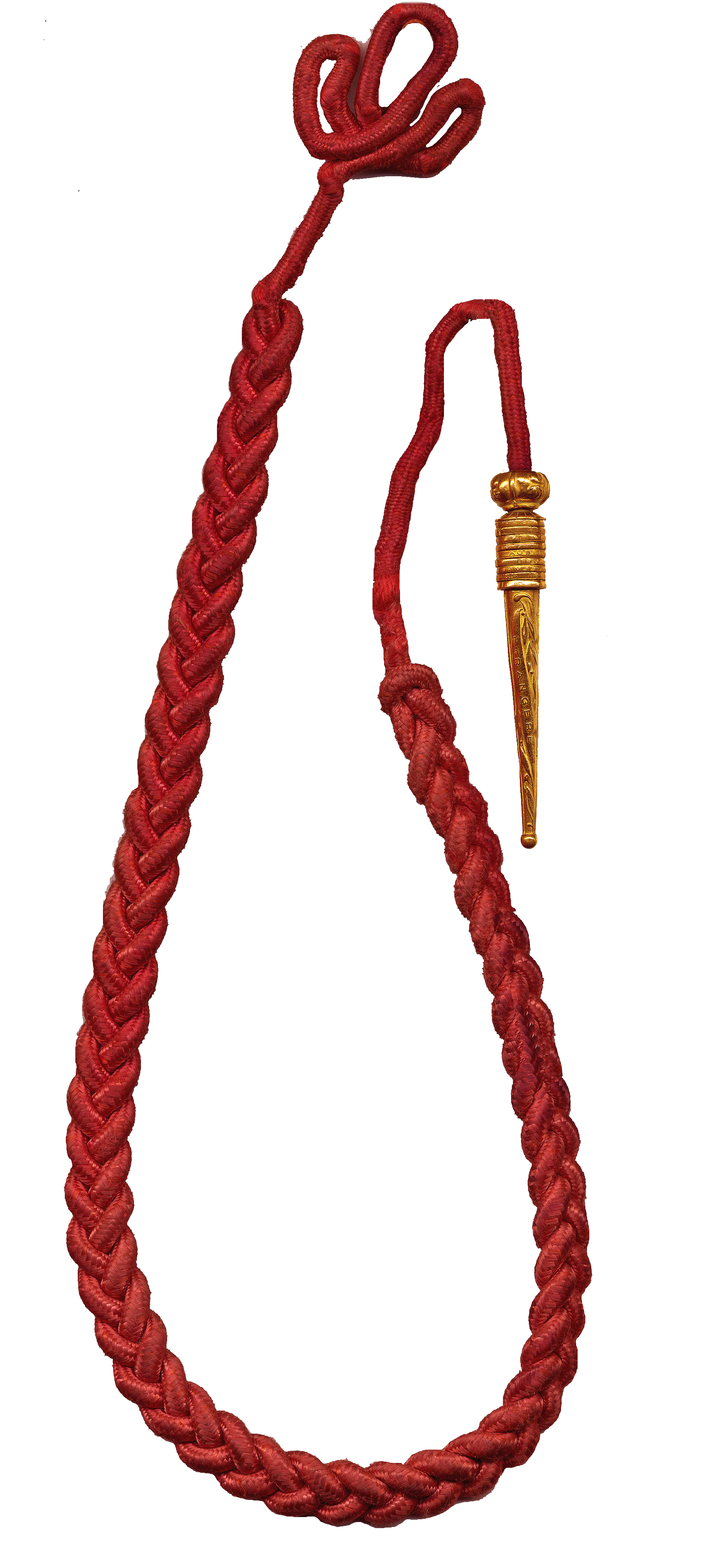
La fourragère rouge de la Légion d'honneur.

- Légion d'honneur : décret du 5 juillet 1919. Remise le 13 juillet 1919 à l’Hôtel de ville de Paris par le Président de la République.
- Croix de guerre 1914-1918 avec 6 palmes.
- Fourragère aux couleurs de la légion d’honneur, remise le 9 novembre 1918 par le général de Castelnau.

### Citations
Décret du 5 juillet 1919 portant attribution de la croix de chevalier de la Légion d'honneur au Drapeau du 4e RMZT - Le président de la République
« Régiment héroïque, qui créé au début de la guerre, s'est montré, dès ses premières batailles, le digne et valeureux descendants des vieux régiments de zouaves et de tirailleurs dont il a prolongé la tradition. A derrière lui un passé déjà chargé de gloire. S'est toujours signalé par une inébranlable ténacité et par sa ferme volonté, d'aller, s'il fallait, jusqu'au sacrifice total. Après avoir glorieusement combattu à Lassigny, en 1914, et à Ypres, en 1915, a brillamment vaincu l'ennemi : à Douaumont (24 octobre 1916), à Louvemont (15 décembre 1916), à La Malmaison (23 octobre 1917), à Longpont (18 juillet 1918) et sur l'Oise (20 août-4 septembre 1918). Par deux fois, a arrêté la ruée déjà victorieuse de l'ennemi, à Roye-sur-Matz (30 mars 1918) et à Carlepont (29 mai-5 juin 1918).  »
Texte des six citations à l'ordre de l'Armée obtenues au cours de la Première Guerre mondiale
« Le 24 octobre 1916, sous l'énergique commandement du lieutenant-colonel Vernois, a enlevé d'un élan admirable, les premières tranchées allemandes, puis, successivement, l'ouvrage et la ferme de Thiaumont, a inscrit une page glorieuse à son histoire en s'emparant dans un irrésistible assaut du village de Douaumont. »
— 1re citation à l'ordre de l'Armée pour les combats du 24 octobre 1916 à Verdun, rive droite conquête du village de Douaumont. Ordre du 13 novembre 1916
« Le 15 décembre 1916, sous l'habile et énergique commandement du lieutenant-colonel Vernois, a, dans un magnifique élan, enfoncé les lignes allemandes sur une profondeur de 2 kilomètres, s'emparant, malgré une vive résistance de l'ennemi, de 3 organisations successives fortement retranchées, capturant 1 038 prisonniers dont 27 officiers et prenant ou détruisant 5 canons de 77, 10 canons de tranchée et un nombreux matériel de guerre. »
— 2e citation à l'ordre de l'Armée  pour les combats du 15 décembre 1916 à Verdun, rive droite. Ordre du 5 janvier 1917
« Sous l'énergique commandement du lieutenant-colonel Vernois, a attaqué le 23 octobre 1917 des positions ennemies puissamment organisées et sur lesquelles la Garde prussienne avait l'ordre de tenir à tout prix. A enlevé d'un splendide élan plusieurs lignes de tranchées solidement défendues, puis, manœuvrant avec vigueur vers un deuxième objectif et brisant la résistance opiniâtre de l'adversaire, s'est emparé, après plusieurs combats corps à corps, de la moitié est du village de Chavignon, réalisant ainsi une avance de plus de 3 kilomètres. A fait, au cours de sa progression, 900 prisonniers dont 18 officiers des régiments de la Garde prussienne, a capturé 10 canons, 12 minenwerfers, 26 mitrailleuses et une grande quantité d'armes, de munitions et du matériel. »
— 3e citation à l'ordre de l'Armée  pour les combats du 23 octobre 1917 dans l’Aisne (fort de la Malmaison). Ordre du 13 novembre 1917
« Les 28 et 29 mars 1918, sous le commandement du lieutenant-colonel Vernois, a défendu avec la plus grande énergie les positions confiées à sa garde, repoussant victorieusement et après de violents corps à corps toutes les tentatives faites par un ennemi agressif pour déboucher de ses positions et s'emparer de la station de Roye-sur-Matz, gagnant même du terrain au nord de ce village, interdisant à ce même ennemi les 30 et 31 mars, d'étendre son attaque vers l'est, lui infligeant des pertes sanglantes et facilitant, par l'énergie de sa défense et la vigueur de ses contre-attaques locales, le retour offensif d'un corps voisin. »
— 4e citation à l'ordre de l'Armée pour les combats du 28 au 31 mars 1918 dans l’Oise (Royesur-Matz). Ordre du 24 août 1918
« Régiment d'élite qui a montré une fois de plus qu'on pouvait entièrement compter sur lui. Le 18 juillet 1918, énergiquement commandé par le chef de bataillon Dhomme, renforcé par le bataillon Doranque du 8e tirailleurs, est parti à l'assaut avec un entrain merveilleux, brisant toutes les résistances, refoulant l'ennemi sur une profondeur de 7 kilomètres, lui faisant subir des perles cruelles, et capturant 950 prisonniers, 26 canons, 150 mitrailleuses et un nombreux matériel. »
— 5e citation à l'ordre de l'Armée pour les combats du 18 juillet 1918 dans l’Aisne (Vierzy). Ordre du 22 septembre 1919 relatif à la Seconde bataille de la Marne
« Régiment d'élite, sous le commandement du colonel Vernois, est parti à l'attaque les 18 et 20 août 1918, avec un entrain merveilleux. Arrêté un moment par l'ennemi qui occupait une position formidablement défendue par des mitrailleuses en nombre considérable, et qui lui causaient des pertes sévères, l'a manœuvré et obligé à une retraite précipitée. Continuant la poursuite, est arrivé au bord de la rivière sur les talons de l'ennemi, l'empêchant de détruire les passerelles qu'il y avait installées, réalisant ainsi une avance de près de 10 kilomètres, faisant plus de 100 prisonniers, s'emparant de 2 canons et d'un matériel considérable. »
— 6e citation à l'ordre de l'Armée pour les combats des 19 et 20 août 1918 dans l’Oise (région de Carlepont). Décision du G.Q.G. du 30 septembre 1918

## Sources et bibliographie
- Anthony Clayton, Histoire de l'Armée française en Afrique 1830-1962, Albin Michel, 1994
- Robert Huré, L'Armée d'Afrique: 1830-1962, Charles-Lavauzelle, 1977
- Historique d'un régiment à fourragère rouge : Le 4e régiment de zouaves-tirailleurs pendant la grande guerre, Bizerte, Imprimerie française (lire en ligne)